# Pasión de Atenas

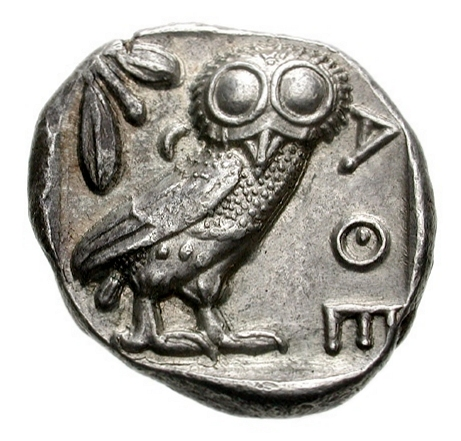
Tetradracma ateniense como los que manejaba Pasión en gran número como trapezita.

Pasión (griego antiguo Πασίων, Pasíôn) fue un célebre banquero ateniense de la época clásica (hacia 430-370 a. C.) Su trayectoria y la de su familia son características de una ascensión social exitosa, desde el estatus de esclavo al de ciudadano y liturgo. Las fuentes disponibles, esencialmente judiciales, diseñan el retrato de un personaje talentoso mezclado en negocios complejos al límite de la legalidad.

## Trayectoria
Hay poca información disponible sobre la juventud de Pasión, incluyendo su origen, que permanece desconocido. Jeremy Trevett ha emitido la hipótesis de un origen fenicio: tiene un nombre griego, pero ello no significa necesariamente que lo fuera, ya que los esclavos de origen bárbaro podían ser denominados con otro nombre por su propietario. La obscuridad de su carrera inicial está unida al hecho de que Pasión desarrolló primero su talento en el manejo de dinero como esclavo de los más antiguos trapezitas conocidos de Atenas, sus amos Antístenes y Arquéstrato, probablemente en los últimos años del siglo V a. C.
Como muy tarde en 395 a. C., estos últimos, «en quien él había inspirado confianza por su integridad y honestidad», le transmitieron su negocio, después de haberle manumitido en fecha desconocida. Fue entonces, como meteco, cuando Pasión volvió a comprar el establecimiento bancario de sus antiguos dueños, quizás después de haberlo alquilado algunos años, y sin ser, en cualquier caso, el propietario de los edificios dado que los metecos no podían ser propietarios hipotecarios en Atenas.
En una fecha desconocida, pero antes del 395 a. C., Pasión se había casado con Arquipa, sin duda hija de un meteco, con la que tuvo dos hijos, Apolodoro (nacido en 394 a. C.) y Pasicles (nacido en 380 a. C.) Arquipa era probablemente muy joven cuando se casó con Pasión, puesto que su primer hijo Apolodoro nació en el año 394 a. C., y aún tuvo dos hijos después de su segundo matrimonio, con Formión, en 368 a. C.

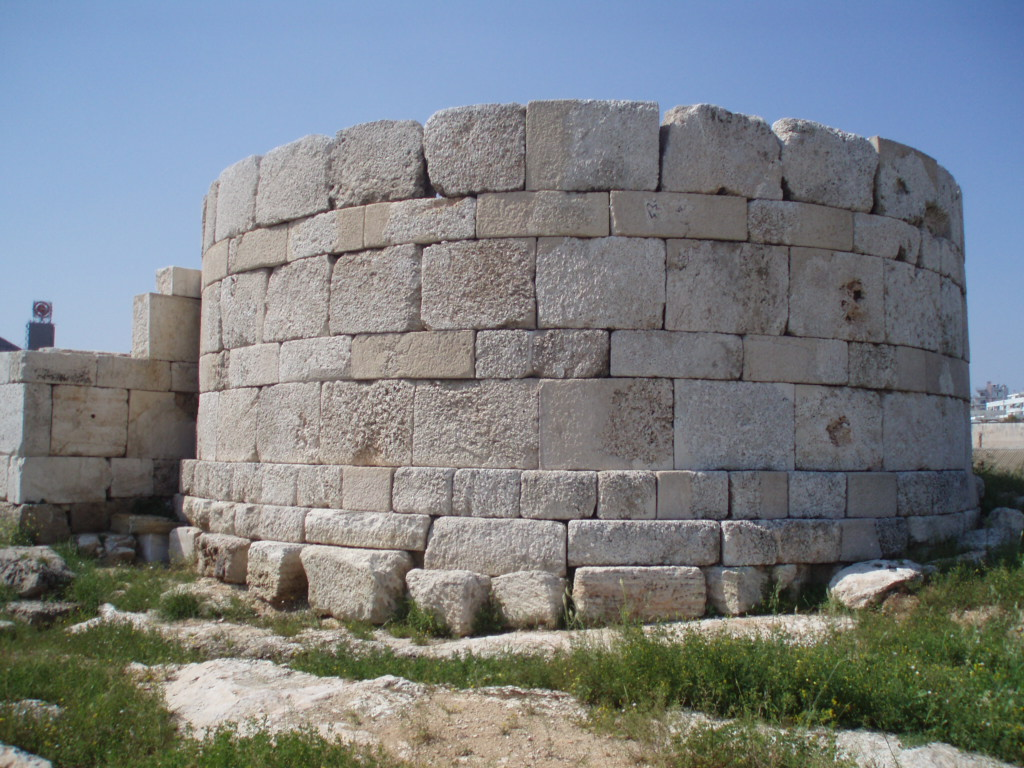
Vestigio de la muralla de El Pireo, ciudad en la que Pasión tenía domiciliados sus negocios.

Pasión desarrolló relaciones de negocios con los medios mercantiles de Atenas y de El Pireo (los locales del banco estaban situados en el puerto: en 377 a. C., el padre de Demóstenes disponía de un depósito de 2400 dracmas en el banco de Pasión). Sin embargo, no practicaba más que el crédito comercial (préstamo a la gruesa ventura): los negociantes (emporoi) clientes de Pasión, como Licón de Heraclea por ejemplo, se contentaban con solicitar operaciones de cambio y de depósito. Pasión podía acordar a cambio darles préstamos personales, como lo hizo con los grandes personajes de Atenas, aunque estos descuidaban liquidar sus créditos: fue el caso, por ejemplo, del estratego Timoteo, lo que obligó al hijo de Pasión, Apolodoro, a intentar un proceso contra él. En este último caso, el hecho de que Apolodoro no reclamara intereses, y que el préstamo hubiera sido establecido por Pasión «sin fianzas ni testigos», parece indicar que este último «lo hizo, no sólo por amistad, sino también porque tenía la esperanza de obtener algunas ventajas a través de la influencia del general».
Pasión no se contentó con invertir en la actividad bancaria, y poseía también una fábrica de escudos, lo que le permitió hacer una donación de 1000 escudos a la ciudad (lo que representaba un valor total de la mercancía de 3 talentos y 2000 dracmas). La generosidad de Pasión con Atenas es  subrayada por los oradores áticos: «no era un hombre que quisiera apropiarse de los bienes del Estado; era más bien pródigo en obedecer las órdenes de la ciudad». Sus vínculos con los dirigentes atenienses le permitieron obtener la ciudadanía ateniense «por los servicios rendidos a la ciudad», probablemente en 376 a. C., algunos años antes de su muerte.
Mientras tanto fue un ciudadano ejemplar, participando en numerosas liturgias, equipando sobre todo cinco trirremes (a razón de alrededor de un talento por cada uno en el marco de la trierarquía) en una época en la que la ciudad emprendió el reforzamiento de su poder naval unido al desarrollo de la Segunda Liga ateniense. Por otra parte, sabiendo que en Atenas únicamente los ciudadanos podían poseer un patrimonio hipotecario o construido, aprovechó su nuevo estatus jurídico para adquirir un número espectacular de bienes inmobiliarios en poco tiempo, si se juzga por los 20 talentos de bienes raíces que disponía a su muerte; entre sus posesiones destacaron sobre todo dos inmuebles, dos edificios de renta y su casa de El Pireo.

## Un banquero de gran crédito

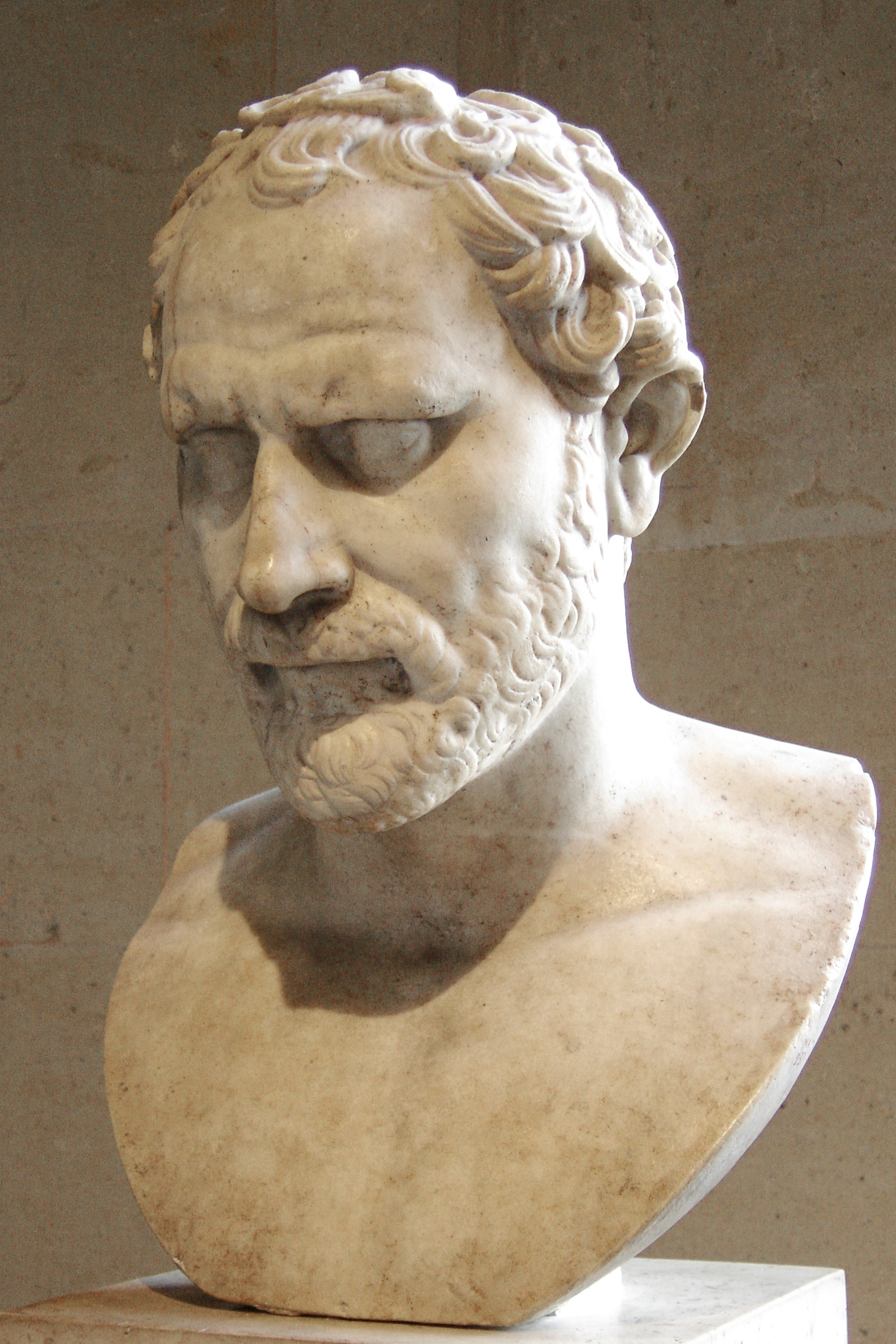
Los alegatos civiles redactados por Demóstenes constituyen la principal fuente sobre Pasión.

El gran éxito de Pasión se explica por un contexto favorable: en el primer cuarto del siglo IV a. C. la economía ateniense era globalmente frágil, pero el elevado nivel de las tasas de interés en esta época, y la extensión de la especulación y del crédito, sustentaban el desarrollo de la actividad bancaria. Por otra parte, si esta última era particularmente arriesgada —se conocen numerosas quiebras de bancos que no disponían de suficientes fondos de rotación y enfrentados a los reintegros masivos de sus clientes, por ejemplo en 371 a. C. como resultado de la victoria de Tebas sobre Esparta en Leuctra—, los gastos fijos (personal y construcción) eran poco importantes y el cambio, una de las principales actividades de los bancos, constituía una fuente segura e importante de provecho.
Sobre todo, Pasión era reconocido en Atenas por su competencia y su probidad, aunque fuera implicado en numerosos procesos. La gran confianza que inspiraba a sus clientes era esencial en la medida en que, si hay que creer a Demóstenes, «en el mundo del comercio y de la banca, la reputación de un hombre trabajador unida a la honestidad es de un valor incomparable: en los negocios, el crédito es el mejor de los capitales».
Pasión, con la ayuda de los esclavos que había adquirido por su gran competencia, desarrolló así su establecimiento hasta absorber más de 80 talentos, de depósitos, de los cuales al menos el 30% (24 talentos) no estaban invertidos y constituían la caja capital de trabajo de la banca. Cerca de la mitad de esos 80 talentos le pertenecían en propiedad. De hecho, a condición de ser hábil, el banco constituía en esta época uno de los mejores medios para constituir rápidamente una importante fortuna susceptible de abrir interesantes perspectivas: entre los metecos en beneficiarse con la concesión de la ciudadanía figuran numerosos banqueros.
Las actividades de Pasión le aseguraron así de media un ingreso anual de cinco talentos durante la veintena de años que pasó al frente de su banco, e incluso once talentos los mejores años. Acumuló así una fortuna considerable, sin duda la más importante de esta época en Atenas: poco antes de su muerte poseía, además de sus bienes mobiliarios y los de su mujer, 20 talentos en bienes inmobiliarios y más de 39 talentos en créditos, así como su fábrica de escudos, valorada en 10 talentos, con un centenar de esclavos. Raymond Bogaert estima el conjunto de los bienes de Pasión en 74 talentos en el momento en el que se retiró de los negocios en el año 371 a. C., a los cuales puede añadirse el valor comercial de su banco, difícil de estimar, pero particularmente elevado si se juzga por el alquiler muy elevado pagado por Formión para explotarlo.

## Prácticas bancarias y malversaciones en la época clásica
Gracias a que los sucesores de Pasión (sobre todo su esclavo manumitido Formión y su hijo Apolodoro) insistieron en su honestidad y a que el éxito de sus negocios parece confirmar la confianza que inspiraba a sus clientes, se sabe de sus prácticas profesionales cuando se situaron al margen de la legalidad, lo que se explica por las fuentes sobre las que se apoyan los historiadores, esencialmente los alegatos civiles de los oradores áticos.
Es el caso especialmente de un discurso de Isócrates pronunciado al principio de la carrera de Pasión, entre 393 y 391 a. C., el Trapezítico. Según este, el hijo de Sopeo, un allegado del rey del Bósforo cimerio, Sátiro, se encontraba (probablemente hacia 395/393 a. C.) en Atenas provisto de una fuerte suma de dinero perteneciente a su padre cuando este, en plena desgracia y acusado de traición, fue encarcelado por Sátiro. El rey, temiendo que el hijo estuviera confabulado con su padre para conspirar contra su poder, exigió que regresara y que el conjunto de sus bienes fuera embargado. Con los consejos de Pasión, el hijo de Sopeo decidió «obedecer las órdenes de Sátiro, de entregarle todos [sus] bienes visibles [valores inmobiliarios], pero cuando las sumas fueron depositadas a Pasión, no solamente negó su existencia, sino que [se] declaró deudor con él y con otros de sumas con intereses; en una palabra, emplear todos los medios que podían para convencer mejor a los agentes de Sátiro de que a [él] no le quedaba dinero».

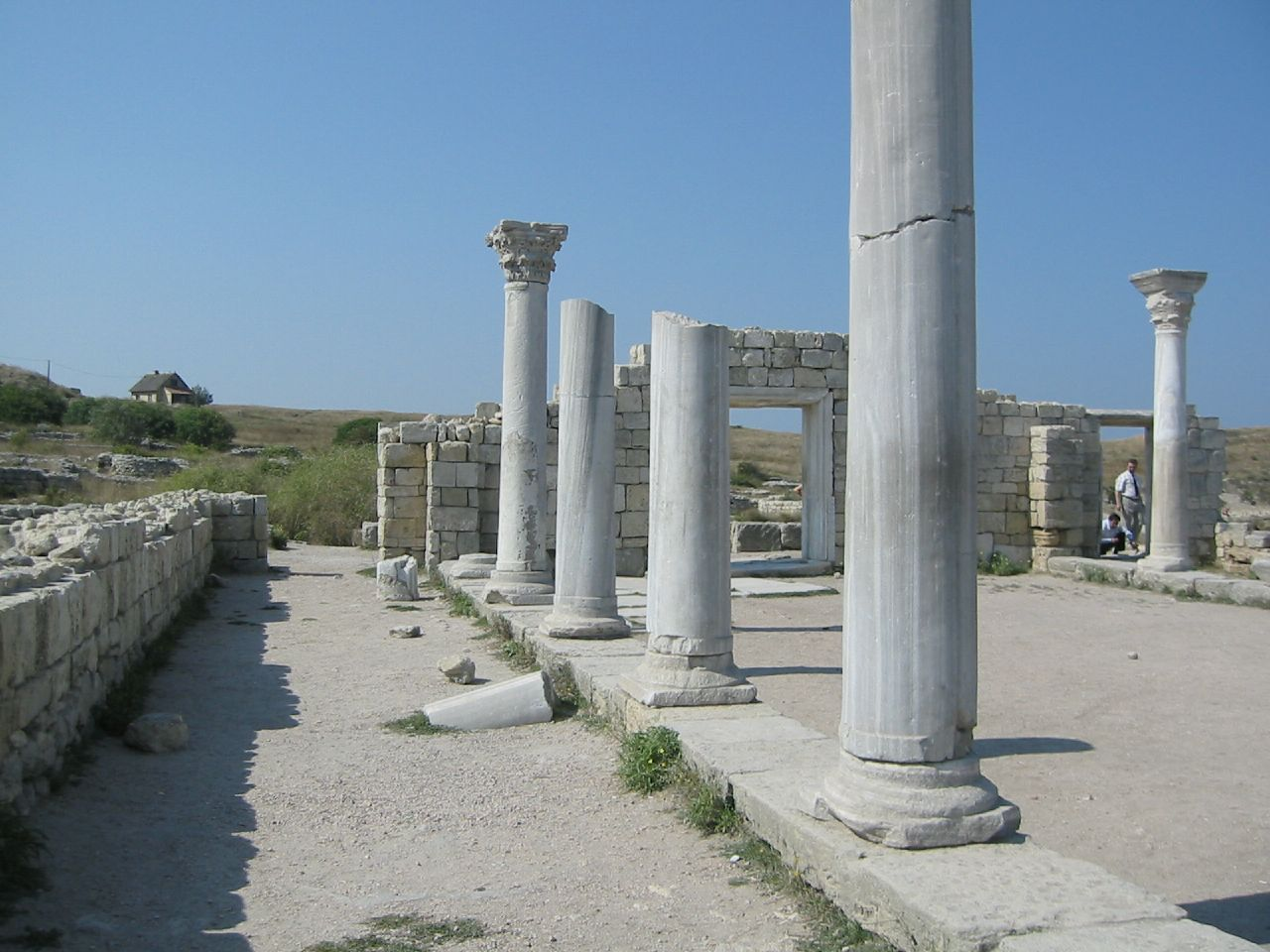
El Bósforo cimerio (actual Crimea) disfrutaba de vínculos privilegiados con Atenas.

Convencidos estos últimos, el hijo de Sopeo quiso recuperar su dinero, pero Pasión negó que existiese dicho depósito, apoyándose en la múltiples declaraciones anteriores de su cliente que pretendían convencer a los enviados del rey del Bósforo de que era insolvente, y asegurarse de que no reconsiderase sus declaraciones en tanto que su padre estaría en una posición delicada respecto a Sátiro. Sin embargo, algún tiempo después, Sopeo fue liberado y volvió a tener el favor del rey Sátiro. Desde entonces su hijo tomó medidas para recuperar los siete talentos que le había sustraído Pasión. Este último, temiendo que su esclavo Kito revelara la malversación bajo tortura,, eligió el contraataque: hizo desaparecer a Kito y acusó a su antiguo cliente de haberle robado seis talentos, con la complicidad de su prostatès Menexeno, sobornando a Kito, después de haber hecho suprimir este molesto testigo. Algún tiempo después, Menexeno descubrió que Kito trabajó siempre para su amo.
Desde entonces, Pasión no cesó de tergiversar, pretendiendo, para sustraer a Kito a la tortura, que le había manumitido (un hombre libre no podía ser torturado). Aceptó a continuación que fuera sometido a tortura pero cambió de opinión en el último momento. Después se volvió conciliador y propuso a su adversario un encuentro en un santuario. Llegado «a la Acrópolis, se cubrió [para esconder su emoción], vertió lágrimas, dijo que sus problemas le habían forzado a negar su deuda, y que se esforzaría para devolver el dinero en el plazo más breve; suplicó [a su adversario] que le perdonara y le ayudara a esconder su desgracia, temiendo que se viera, recibiendo los depósitos, que había sido culpable de tal abuso de confianza». Redactó un contrato, cuando accedió a entregarse en secreto en el reino del Bósforo para pagar la cantidad debida, a fin de no perjudicar su reputación en Atenas. El contrato fue confiado a un tercero, con el encargo de destruirlo si Pasión lo ejecutaba o remitirlo a Sátiro en caso contrario. Pero poco después Pasión, logrando sobornar a los esclavos del depositario del contrato para falsificar el contenido, se negó a proceder según lo planeado con Sátiro y exigió que el contrato fuera abierto ante un testigo: en él estaba escrito que el hijo de Sopeo abandonaba la persecución de Pasión.
El juicio en el que el discurso fue pronunciado por Isócrates parece haber dado lugar a la absolución de Pasión, si se le juzgaba por su brillante carrera de banquero y por la falta de presentación de pruebas o el testimonio determinante del acusador. Sin embargo, la culpa de Pasión parece ser indudable, aunque algunos historiadores han dejado abierta esta posibilidad. Como subraya Raymond Bogaert, «la tentación era demasiado grande: el depósito comportaba varios talentos, la víctima era un extranjero, sin experiencia en el derecho ático; había declarado tener deudas con el banco».

## Sucesión y posteridad de la empresa

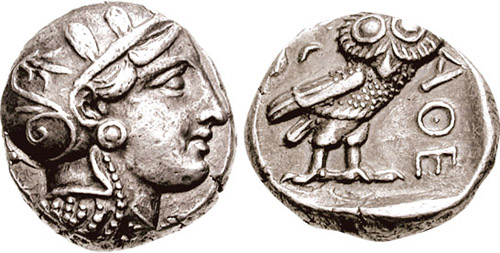
Tetradracma ateniense de plata, hacia 393-355 a. C.

Antes de su muerte, probablemente en 371 a. C., debilitado por la enfermedad (poco a poco se fue quedando ciego), Pasión dejó la gestión de sus negocios a su antiguo esclavo Formión, manumitido y en el que tenía plena confianza. Este último, a cambio, debía pagar, hasta que Pasicles fuera mayor de edad, un alquiler considerable a los dos hijos de Pasión, del orden de 100 minas por el banco y 60 minas por la fábrica de escudos. Además, Formión se comprometió a no abrir su propio banco, por miedo a no absorber con este establecimiento la clientela del banco de Pasión.
A pesar de esta precaución, Pasión mostró su confianza y su amistad con su antiguo esclavo, dándole en testamento a su viuda Arquipa en matrimonio, (efectivo en 368 a. C.), así como una dote de cinco talentos. En el mismo documento, designaba a Formión (conjuntamente con un tal Nicocles) como tutor de su hijo menor, Pasicles.
El patrimonio de Pasión fue repartido en tres fases. La primera, a su muerte «bajo el arcontado de Disniqueto» (370/369 a. C.), en el curso del cual Apolodoro, el hijo mayor, recibió diversos bienes inmobiliarios (un dominio en el campo, una casa en la ciudad) y mobiliarios (copas y coronas de oro). Lo esencial debía permanecer teóricamente indiviso hasta la mayoría de edad de Pasicles, pero en 368 a. C. «ante la dilapidación de Apolodoro, que pensó que para sus gastos sólo tenía que acudir al fondo común, los tutores [sobre todo Formión] se reunieron en consejo; [...] viendo que la herencia iba a reducirse a nada, decidieron, en interés del menor, un reparto inmediato de toda ella, salvo los bienes que Formión había recibido en alquiler [el banco y la fábrica de escudos], y la mitad de la renta se atribuyó a Apolodoro». Una vez Pasicles alcanzó la mayoría de edad, en 364/363 a. C., se procedió a un tercero y último reparto: Apolodoro escogió la fábrica de escudos y dejó el banco, más lucrativo pero menos seguro, a su hermano.
Para cada una de las dos empresas se puso fin al arrendamiento de Formión, quien pudo abrir un nuevo banco a su nombre. Sin embargo, los dos hermanos prefirieron vivir como rentistas y hacer política, en vez de asumir la dirección de sus establecimientos respectivos, por lo que los alquilaron por un periodo de diez años a cuatro socios: Jenón, Eufreo, Eufrón y Calístrato. En esta época, estos cuatro personajes eran esclavos de Pasicles y de Apolodoro, lo que no fue aparentemente un obstáculo para el establecimiento de un contrato en su nombre con sus amos. Se trataba probablemente de antiguos empleados del banco de Pasión. Manumitidos algún tiempo después «en recompensa a sus servicios», entregaron el banco a Pasicles al término del contrato de arrendamiento en 354/353 a. C., sin que se tenga constancia de si este último asumió la dirección o lo alquiló de nuevo por cien minas por año. Se sabe, sin embargo, gracias a un fragmento de Hipérides, que en 340 a. C. Pasicles y Formión se encontraban entre los 300 atenienses más ricos, en concreto entre los obligados a la trierarquía.